# David Coulter (karaté)
Ne doit pas être confondu avec David Coulter (musicien).
Pour les articles homonymes, voir Coulter.
David Coulter est un karatéka britannique surtout connu pour avoir remporté l'épreuve de kumite individuel masculin moins de 65 kilos aux championnats d'Europe de karaté 1978 et 1983.

## Résultats
| Résultat          | Date | Épreuve                   | Catégorie | Compétition                | Ville hôte         |
| ----------------- | ---- | ------------------------- | --------- | -------------------------- | ------------------ |
| Médaille d'or     | 1978 | Kumite individuel - 65 kg | Seniors   | Championnats d'Europe 1978 | Genève, en Suisse  |
| Médaille d'or     | 1983 | Kumite individuel - 65 kg | Seniors   | Championnats d'Europe 1983 | Madrid, en Espagne |
| Médaille d'argent | 1984 | Kumite individuel - 65 kg | Seniors   | Championnats d'Europe 1984 | Paris, en France   |